# Dipoena sertata
Dipoena sertata là một loài nhện trong họ Theridiidae.
Loài này thuộc chi Dipoena. Dipoena sertata được Eugène Simon miêu tả năm 1895.